# Svartetorp (naturreservat)
Svartetorp är ett naturreservat i Kristianstads kommun i Skåne län.
Området är naturskyddat sedan 2016 och är 15 hektar stort. Reservatet ligger på norra Vångaberget och består av ädellövsskog och branter och blockrik terräng. 